# Coccineorchis cernua
Coccineorchis cernua är en orkidéart som först beskrevs av John Lindley, och fick sitt nu gällande namn av Leslie Andrew Garay. Coccineorchis cernua ingår i släktet Coccineorchis, och familjen orkidéer. Inga underarter finns listade i Catalogue of Life.